# Willi Graf
Willi Graf (Euskirchen, 2 de enero de 1918-Múnich, 12 de octubre de 1943) fue un miembro Rosa Blanca, grupo organizado de la resistencia alemana contra el Tercer Reich.

## Biografía
Willi Graf nació el 2 de enero de 1918 en Küchenheim, cerca de Euskirchen. Procedía de una familia católica. Pasó los primeros cuatro años de su infancia en Küchenheim con sus hermanas Mathilde y Anneliese.
Sus padres fueron Gerhard Graf (1885-1951) y Anna Gölden (1885-1953). Su familia se mudó a Saarbrücken en 1922. Se unió en 1929 a un grupo católico disuelto por los nazis en 1933. En 1934 se unió al Grauer Orden, otro grupo católico antinazi. En 1937 inició estudios de medicina y en 1938 fue arrestado por pertenecer al Grauer Orden. Con el Anschluss se acopló a la amnistía y fue liberado.
En 1942, después de cumplir labores médicas de guerra, se unió al grupo la Rosa Blanca junto con Sophie Scholl, Hans Scholl, Alexander Schmorell, Christoph Probst y otros en la Universidad de Múnich. El 18 de febrero de 1943, fue arrestado junto con su hermana Anneliese y sentenciado a muerte por el juez Roland Freisler del Tribunal Popular el 19 de abril de 1943. Después de meses de tortura e interrogatorios en los cuales no delató a nadie, fue guillotinado el 12 de octubre de 1943. En 2003 fue nombrado Ciudadano Ilustre de Saarbrücken.

## Proceso de beatificación
En 2020 se anunció que la Arquidiócesis de Munich y Freising había iniciado el proceso de beatificación de Willi Graf.